# Plesiophrictus tenuipes
Plesiophrictus tenuipes là một loài nhện trong họ Theraphosidae.
Loài này thuộc chi Plesiophrictus. Plesiophrictus tenuipes được Mary Agard Pocock miêu tả năm 1899.